# Philippe Emmanuel
Philippe Emmanuel, né le 8 juin 1960 à Versailles (Yvelines), est un homme politique français. Maire de la commune de Jouars-Pontchartrain de juillet 2020 au 4 septembre 2023, il devient député de la 10e circonscription des Yvelines le 21 août 2023, à la suite de la nomination au gouvernement d'Aurore Bergé, dont il est le suppléant.

## Situation personnelle

### Origines
Philippe Emmanuel naît le 8 juin 1960.
Il est marié et père de 6 enfants. Il a travaillé dans l'industrie informatique américaine où il a été directeur global alliances stratégiques pour l'entreprise Oracle.

### Député
Suppléant de la députée Aurore Bergé durant la XVIe législature, il devient député de la 10e circonscription des Yvelines le 21 août 2023 à la suite de la nomination d'Aurore Bergé comme ministre chargée des Solidarités et des Familles dans le gouvernement d’Élisabeth Borne,.